# Selma Tjerneld
Selma Tjerneld, född 28 juli 1875 i Härnösand, död där 6 januari 1947, var en svensk musiklärare och målare.
Hon var dotter till läroverksadjunkten Erik Albert Tjerneld och Selma Lucia Arnell samt syster till Signe Tjerneld. Vid sidan av sin tjänst som musiklärare i Härnösand var hon verksam som autodidakt stafflikonstnär och utförde arkitektur- och landskapsskildringar från Ångermanland.